# Ugo Bobone
Ugo Bobone (Roma, ... – Roma, 1213) è stato un cardinale italiano.

## Biografia
Nacque a Roma.
Fu creato cardinale nel 1191 da Celestino III, che era suo zio, del titolo dei Santi Silvestro e Martino ai Monti.
Essendo un dottissimo esperto di problemi legali gli furono affidate molte pratiche dei Tribunali di Roma. Partecipò ai comizi di Innocenzo III.
Morì a Roma nel 1213 e fu sepolto nella chiesa stessa di cui era titolare.